# Згорня Костривница
Згорня Костривница (на словенски: Zgornja Kostrivnica) е село в Словения, Савински регион, община Рогашка Слатина. ССпоред Националната статистическа служба на Република Словения през 2002 г. селото има 133 жители.